# Lac Arthur, Sept-Rivières
Lac Arthur är en sjö i Kanada.   Den ligger i regionen Côte-Nord och provinsen Québec, i den östra delen av landet, 800 km nordost om huvudstaden Ottawa. Lac Arthur ligger 509 meter över havet. Arean är 11,9 kvadratkilometer. Den sträcker sig 10,5 kilometer i nord-sydlig riktning, och 3,6 kilometer i öst-västlig riktning.
Trakten runt Lac Arthur är nära nog obefolkad, med mindre än två invånare per kvadratkilometer.